# Loi de finances (Maroc)
Pour les articles homonymes, voir Loi de finances.
Dans les finances publiques marocaines, une loi de finances est une loi dont le but est de présenter les recettes et les dépenses de l'État. Elle constitue le cadre qui permet au Parlement d'approuver le budget de l'État.

## La loi des finances
La loi de finance prévoit, évalue, énonce et autorise, pour chaque année budgétaire, l'ensemble des ressources et des charges de l'État, dans les limites d'un équilibre économique et financier qu'elle définit. Conséquence du principe d'annualité budgétaire, la loi de finances a la particularité d'être discutée et votée chaque année, et ce, suivant une procédure extraordinaire prévue par la Constitution et la Loi organique relative à la loi de finances.
Il existe trois types de lois de finances :
- La loi de finances de l'année ;
- Les lois de finances rectificatives ;
- la loi de règlement.

## La loi de finances initiale
La loi de finance de l'année est la loi prévoyant et autorisant pour chaque année civile l'ensemble des ressources et des charges de l'État.

## La loi de finances rectificative
Une loi de finances rectificative a pour but de corriger à la hausse ou à la baisse les dépenses et recettes prévues en loi de finances initiale. Votée en cours d'année, elle modifie les dispositions des lois de finances initiales compte tenu de l'évolution de la conjoncture économique et financière.

## La loi de règlement
La loi de règlement constate le montant définitif des encaissements de recettes et des ordonnancements de dépenses se rapportant à une même année budgétaire et arrête le compte de résultat 
.
Ce projet de loi doit être déposé sur le bureau d'une des deux chambres du Parlement, au plus tard, à la fin de la deuxième année budgétaire qui suit l'année d'exécution de loi de finances.
Il est accompagné d'un rapport de la Cour des comptes sur l'exécution de la loi de finances et de la déclaration générale de conformité entre les comptes individuels des comptables et le compte général du Royaume. 
La loi de finances de l'année est élaborée par référence à une programmation budgétaire triennale actualisée chaque année en vue de l'adapter à l'évolution de la conjoncture financière, économique et sociale du pays . Cette programmation vise notamment à définir, en fonction d'hypothèses économiques et financières réalistes et justifiées, l'évolution sur trois ans de l'ensemble des ressources et des charges de l'État. Le contenu et les modalités d'élaboration de cette programmation sont fixés par voie réglementaire (loi organique _130-30 "Maroc").